# ケルベルス (小惑星)
ケルベルス (1865 Cerberus) とは、アポロ群に属する地球近傍小惑星の1つ。

## 軌道の性質
ケルベルスは軌道離心率0.4669の楕円形の公転軌道を持ち、近日点距離は金星軌道より内側の0.5757AU、遠日点距離は火星軌道に接する。また、軌道傾斜角は16.10度とあまり傾いていない。以上の性質から、金星、地球、火星に頻繁に接近する小惑星である。ケルベルスの公転周期は1.12年であることから、地球にはほぼ毎年接近するが、約6年間接近しない空白期間が生じることがある。最も直近の空白期間は2010年5月21日から2016年11月8日までの間である。

## 物理的性質
ケルベルスは直径1.2kmと推定されている小惑星である。スペクトル分類はS型の岩石質小惑星であると推定されているが、アルベドは0.22と比較的高い。自転周期は6.8039時間である。

## その他
ケルベルスの名は冥界の番犬であるケルベロスに由来する。なお、冥王星の衛星であるケルベロスは、小惑星のケルベルス（Cerberus）との区別のため、ラテン語ではなく古代ギリシャ語からケルベロス（Kerberos）と名づけられた。